# Бристрич, Адмир
А́дмир Бри́стрич (босн. Admir Bristrić; 28 апреля 2003, Тузла) — боснийский футболист, нападающий люблянской «Олимпии».

## Клубная карьера
Родился в городе Тузла, но вырос в Градачаце. В 6-летнем возрасте начал заниматься футболом в «Триумфе», прежде чем присоединиться к юношеской академии «Звезда» (Градачац). Затем провёл непродолжительный промежуток времени в академии хорватского клуба «Осиек», но из-за проблем с документами его не смогли подписать и зарегистрировать, из-за чего в 2020 году Адмир вернулся в Боснию и Герцеговину, где подписал контракт с «Зриньски». Год спустя перешёл в молодежную команду «Слобода» (Тузла), а в июне 2021 года вернулся в Хорватию, где стал игроком «Риеки».
В начале 2022 года «Риека» отправила его в полугодовую аренду в «Хрватски Драговоляц»". В клубе дебютировал в Первой лиге Хорватии, сыграл четырнадцать матчей и 11 февраля отличился первым голом в карьере в победном (5:0) поединке против «Шибеника».
В январе 2023 года переехал в Словению, где присоединился к столичной «Олимпии» из Первой лиги Словении. О трансфере было объявлено 15 декабря 2022 года, подписал контракт до июня 2026 года. 22 февраля 2023 года отмечался первыми двумя голами за «Олимпию» в победном (4:3) поединке чемпионата против «Горицы». 15 марта снова отличился единственным голом в победном (1:0) матче чемпионата против «Целе». С «Олимпией» Бристрич выиграл Первую лигу Словении 2022/23, отличился 4-мя голами в 14-ти матчах чемпионата.
16 июня 2024 года отправился в годовую аренду с правом выкупа в житомирское «Полесье».

## Карьера в сборной
Представлял юношескую сборную Боснии и Герцеговины (U-17). В 2019 году отыграл четыре матча, в которых отличился одним голом.
Свой первый матч в составе молодёжной сборной Боснии и Герцеговины 23 сентября 2022 в проигранном (0:3) товарищеском матче против Швейцарии, в котором вышел в стартовом составе.

## Достижения
«Олимпия» (Любляна)
- Чемпион Словении: 2022/23
- Обладатель Кубка Словении: 2022/23